# アンジェロ・ディ・リービオ
アンジェロ・ディ・リービオ（Angelo Di Livio、1966年7月26日 - ）は、イタリア・ローマ出身の元サッカー選手、サッカー指導者。
テクニックはそれほどないが、「ソルダティーノ（二等兵・小さな戦士）」と言われるような攻守に貢献する泥臭いプレーでファンの支持を集めた。ソルダティーノのニックネームはロベルト・バッジョにより付けられたものである。

## 経歴

### 初期
地元ASローマのユースに所属し、ジャンニーニやディ・マウロらと共にプレー、1983-84シーズンにはトルネオ・ディ・ヴィアレッジョで優勝も果たした。基本的な技術はしっかりしていたものの、フィジカルが弱かったことから、トップチームの試合で数試合にベンチ入りするに留まった。1985-86シーズンにレッジャーナで初めてプロとしての出場を果たした。1987-88シーズンからは当時セリエCのペルージャでプレー、この時のチームメートに、後にユヴェントスで共にプレーするラバネッリが居て、多くのアシストを供給した。
1989年から1993年まで パドヴァでプレー、ここで親友となるデルピエロと出会った。パドヴァでは138試合に出場して13得点を挙げた。

### ユヴェントス
1993-1994シーズンを前に、右サイドの中盤の選手を探していたトラパットーニに気に入られ、ユヴェントスに移籍した。1993年9月5日、リーグ2節、古巣ローマとの対戦でセリエAデビューを果たすと、すぐにレギュラーポジションを得て年間37試合に出場した。
後任のリッピ監督からの信頼も得て、中盤だけでなく、サイドバックなど、様々なポジションで起用された。1994-95シーズン、第4節のサンプドリア戦でセリエA初ゴールを記録するなど、チームのリーグ優勝に貢献した。
1995-96シーズンのUEFAチャンピオンズリーグで優勝、翌シーズンはトヨタカップでも先発出場して優勝に貢献した。1997-98シーズンには再びリーグ制覇に貢献した。1999-00シーズンから新監督にアンチェロッティが就任することとなり、チームは同じようなポジションを務める若手のザンブロッタ、バキーニを獲得、これにより売りに出される形でユヴェントスを離れることとなった。ユヴェントスでは通算269試合に出場した。

### フィオレンティーナ
1999-2000シーズン、ユヴェントスへと引き抜いたトラパットーニ監督の希望によりフィオレンティーナに移籍した。ここでの最初の3シーズンには特にレベルの高いプレーを披露した。2000-01シーズンにはコッパイタリア優勝に貢献した。2001-02シーズン、主将を務め奮闘したがチームはセリエB降格が決定、チームは破産、セリエC2降格というペナルティーを課せられた。このため主力選手はほとんどど移籍したが、ローマ、ブレッシア、フルハムからのオファーを断って残留。1年でのセリエB復帰に貢献した。セリエBでプレーした2003-04シーズンプレーオフを経てのセリエA復帰に貢献した。
セリエA復帰を果たした2004-05シーズンでは下位に低迷するチームにあって精神的支柱としてチームを支え、B降格をかけたシーズン最終戦でも残留の原動力となったが、チームからは契約の延長を提示されなかったことで、38歳で引退を決断した。フィオレンティーナでは通算187試合に出場、8得点を挙げた。
引退後はASローマのユースチームのコーチとして後進の指導に当たっていた。またリッピ監督政権下の代表チームではテクニカルスタッフを務めていた。2022年現在はスカイ・スポーツ、RAIなどの解説を務めている。

## 代表経歴
代表チームでは、1995年9月6日のスロベニア戦で代表デビューを飾った。1996年のUEFA EURO '96ではグループリーグ初戦のロシア戦でピエルルイジ・カジラギの得点をお膳立てした。1998年のフランスワールドカップでは初戦のチリ戦で先発するなど4試合に出場した。
2000年、UEFA EURO 2000ではグループリーグの2試合に出場、2002年、ワールドカップ日韓大会ではグループリーグ初戦のエクアドル戦、決勝トーナメント1回戦の韓国戦に出場したが敗戦、36歳のディ・リービオにとってこれが最後の代表でのプレーとなった。

## プレースタイル
中盤だけでなく、サイドバックからウイングまで様々なポジションでプレーしたが、主に右サイドでのプレーを好んだ。派手な存在ではなかったが、運動量が極めて豊富で、攻守にサイドで上下運動を繰り返し、対戦相手にとっては 厄介であった。正確な彼の左右のクロスからは、チームの多くのチャンスが生まれるなど、チームメートへのアシストを多く供給した。

## その他
- 自身のアイドルとしてはブルーノ・コンティを挙げている[3]。

- 1996年のインターコンチネンタルカップ試合前日の夜はほとんで眠れなかったものの、この時のCAリーベル・プレート戦が自身が最も満足出来るプレーをした試合であったと回想した[3]。

- 2003年の映画「La mia squadra del cuore」では自分自身を演じた[3]。

## 代表歴

### 出場大会
- イタリア代表
  - UEFA EURO '96 グループリーグ敗退 (2試合)
  - 1998 FIFAワールドカップ ベスト8 (4試合)
  - UEFA EURO 2000 準優勝　(2試合)
  - 2002 FIFAワールドカップ ベスト16 (2試合)

### 試合数
- 国際Aマッチ 40試合 0得点（1995年-2002年）[12][1]

| イタリア代表 | 国際Aマッチ | 国際Aマッチ |
| 年           | 出場        | 得点        |
| ------------ | ----------- | ----------- |
| 1995         | 2           | 0           |
| 1996         | 7           | 0           |
| 1997         | 10          | 0           |
| 1998         | 6           | 0           |
| 1999         | 2           | 0           |
| 2000         | 5           | 0           |
| 2001         | 5           | 0           |
| 2002         | 3           | 0           |
| 通算         | 40          | 0           |

## タイトル
- セリエA優勝 1994-1995、1996-1997、1997-1998
- コッパ・イタリア優勝 1994-1995 2000-2001
- イタリア・スーパーカップ優勝 1995 1997
- UEFAチャンピオンズリーグ優勝 1995-1996
- UEFAスーパーカップ優勝 1996
- インターコンチネンタルカップ（トヨタカップ）優勝 1996